# حبق صغير الأوراق
حبق صغير الأوراق (الاسم العلمي:Ocimum minutiflorum) هو نوع من النباتات يتبع جنس الحبق من الفصيلة الشفوية.